# Cojești
Cojești – wieś w Rumunii, w okręgu Călărași, w gminie Belciugatele. W 2011 roku liczyła 282 mieszkańców.